# Szajakbaj Karalajev
Szajakbaj Karalajev (kirgizül Саякбай Каралаев; Ak-Oljon, Sztyeppei főkormányzóság, 1894. – Frunze, 1971. május 7.) szovjet-kirgiz költő-versmondó, kiváló manaszcsi.

## Életrajza
Szajakbaj Karalajev 1894-ben született Ak-Oljon városban (ma Ton körzet, Iszik-köl tartomány) a szegény Karala családban, a Bugu törzs Arük nemzetségéből. Fiatal korától bérmunkásként dolgozott. 1916-ban részt vett a kirgizek felkelésében az orosz birodalom terjeszkedése ellen. 1917-ben önkéntesnek jelentkezett a Munkás-paraszt Vörös Hadseregbe, a szovjet hadsereggel védte hazáját Szibériában, Almatiban és Buharában. Az egész polgárháború alatt 1922-ig a Turkesztáni Front oldalán harcolt a Fehér Gárda és a baszmacsok ellen. A háború után körülbelül hat évig falusi tanácselnökként dolgozott a Przsevalszk város melletti falvakban.
Szajakbaj költői képességei már gyermekkorában megmutatkoztak. A "Manasz" kirgiz népi eposzból, amelyet először nagyanyjától hallott, Szajakbaj már a Vörös Hadsereg szolgálatában részleteket adott elő.
Karalajev az 1920-as évek végén vált a "Manasz" professzionális előadóművészévé, miután találkozott Csojuke Omurovval, a híres manaszcsival, aki Maman faluban élt, amelyben Szajakbaj a falu tanácsának elnöke volt. Szajakbaj több évig Omurov házában tanulmányozta a manaszcsik művészetét. 1930-ban, már hivatásos manaszcsiként, meghívták Frunzébe.
Szajakbaj Karalajev kiváló memóriával rendelkezett, és jól ismerte a kirgiz nemzeti folklórt. A manaszcsi maga adta elő az általa tökéletesen kidolgozott és improvizált hagyományos epikus cselekményeket a Manasz-eposz trilógiájából. 1935-ben megkezdődött Karalajev „Manasz” eposz-előadása teljes változatának megírása, 1937-ben pedig a trilógia első részét rögzítették, majd Ibraim Abdürahmanov, Dzsunus Iriszov, Kerim Dzsumabajev és Kurman Küdürbajeva folkloristák segítségével rögzítette a „Szemetej” és a „Szejtek” műveket. A „Kenen”, az „Alümszarük” és a „Kulanszarük” addig ismeretlen eseményei az eposz további folytatását jelentették. A "Manasz" eposz ezen változatának összterjedelme 500 553 vers volt. A világeposzokkal összehasonlítva 20-szor hosszabb, mint Homérosz, az Iliász és az Odüsszeia, ötször hosszabb, mint a Sahnamé, és kétszer olyan hosszú, mint a Mahábhárata.
Karalajev 1938-ban írta meg az Er Töstük mese hősi-eposzt, amely ebben az évben meg is jelent kirgiz nyelven. 1958-ban követte az orosz nyelvű kiadás, önálló kötetben. Számos eredeti művet alkotott mese, vers és novella formájában, és külön-külön publikálta.
Csingiz Ajtmatov Szajakbaj manaszcsit a „XX. századi Homérosznak” nevezte.

## Díjak
- 1939 – A Kirgiz Köztársaság népművésze
- 3 alkalommal A munka vörös zászló érdemrendje (beleértve 1939. július 6.)
- 1964 – Becsületjel
- egyéb elismerések
- A Kirgiz SZSZR Legfelsőbb Tanácsának kitüntető oklevelei.

## Emlékezete
Szajakbaj Karalajev portréja látható a kirgiz szom 500 szomos bankjegyén .

## A kultúrában
- 2017-ben Szajakbaj Karalajevről filmet forgattak Szajakbaj. A 20. század Homérosza címmel. A filmben a főszerepet Marat Zsantalijev színész játszotta. A film rendezője: Ernest Abdüzsaparov, producere: Szamat Ibrajev, valamint a Szajakbaj Manaszcsi Alapítvány.[4]
- 2023. augusztus 28-án a lakiteleki Hungarikum Ligetben felavatták Szajakbaj Karalajev mellszobrát.[5]

## További információ
- Szajakbaj Karalajev életrajza